# Élie Decazes
Élie Decazes, I conte, poi duca Decazes e I duca di Glücksbierg (Saint-Martin-de-Laye, 28 settembre 1780 – Decazeville, 24 ottobre 1860), è stato un politico e nobile francese.

## Biografia
Élie Decazes nacque a Saint-Martin-de-Laye, nel dipartimento della Gironda, nella regione dell'Aquitania, in Francia. Studiò legge, diventò un giudice nel tribunale del dipartimento della Senna nel 1806, fu assegnato al consiglio di gabinetto di Luigi Bonaparte nel 1807, e divenne consulente legale della corte d'appello a Parigi nel 1811.
Subito dopo la caduta dell'impero si dichiarò legittimista, e rimase fedele alla dinastia dei Borboni durante i Cento Giorni. In quel periodo incontrò re Luigi XVIII, da cui venne ricompensato con la nomina a prefetto di polizia a Parigi, il 9 luglio 1815. I suoi successi in quella difficile posizione gli valsero il ministero della Polizia, il 24 settembre, succedendo a Joseph Fouché.
Essendo stato nel frattempo eletto deputato nel dipartimento della Senna, guidò i realisti moderati sia come deputato che come ministro. Il suo motto era "Legittimare la Francia e nazionalizzare la monarchia". I moderati erano in minoranza nella camera del 1815, ma Decazes persuase Luigi XVIII a scioglierla, e alle elezioni di ottobre del 1816 la sua fazione conquistò la maggioranza. Nei quattro anni successivi Decazes fu chiamato a ricoprire un ruolo da protagonista nel governo.

### Ministro di polizia
Come ministro di polizia, dovette reprimere il Terrore bianco della seconda restaurazione, le violenze provocate dagli ultrarealisti contro liberali, repubblicani e bonapartisti; dopo le dimissioni del Duca di Richelieu, prese de facto il comando del ministero, il cui presidente "formale" era il generale Dessolles. Decazes copriva contemporaneamente anche l'incarico di ministro degli Interni. Il governo, nel quale il barone Joseph-Dominique Louis era ministro delle Finanze, e Laurent de Gouvion-Saint Cyr rimaneva ministro della Guerra, era interamente formato da liberali moderati; il suo primo atto fu di sopprimere il ministero di polizia, poiché Decazes lo riteneva incompatibile col regime di libertà. Le sue riforme si scontrarono contro l'aperta ostilità della Camera dei pari, dove gli ultras erano in maggioranza, e per superare l'impasse ottenne dal re l'assegnazione di sessanta nuovi Parì liberali.
Successivamente si dedicò alla riforma della stampa, eliminando la censura. Con la riorganizzazione delle finanze, la protezione delle industrie e la messa in cantiere di importanti lavori pubblici, la Francia riguadagnò la sua prosperità economica, e il ministro diventò popolare. Ma le potenze della Santa Alleanza non vedevano di buon occhio la crescita del liberalismo in Francia. Metternich in particolare ascriveva le colpe di questo principalmente alla "debolezza" del ministro, e quando nel 1819 le elezioni politiche confermarono la tendenza, in particolare con l'elezione dell'abbé Grégoire, si creò un dibattito se fosse arrivato il momento di mettere in pratica i termini degli accordi del Congresso di Aquisgrana. Fu questa minaccia di interventi esterni, più che il clamore degli Ultras, che spinsero Luigi XVIII a richiedere un cambiamento nella legge elettorale, che rendesse impossibile nel futuro uno "scandalo" come l'elezione di Grégoire.

### Primo ministro
Dessolles e il barone Louis, rifiutandosi di perseguire questa linea politica, si dimisero; Decazes diventò quindi capo del nuovo governo nel novembre del 1819. L'esclusione di Grégoire dalla Camera e i cambiamenti nel diritto di voto esacerbarono i rapporti con i radicali, senza tuttavia portare ad una riconciliazione con gli ultras.  Le notizie della rivoluzione spagnola, nel gennaio-marzo 1820, peggiorarono ulteriormente le cose.
Decazes fu denunciato come nuovo Seiano, moderno Catilina e quando, il 13 febbraio, il duca di Berry venne assassinato, Decazes fu accusato di essere un complice. Il ministro, prevedendo la bufera che lo attendeva, all'improvviso dette le dimissioni.  Il re sulle prime le respinse: «attaccheranno» - esclamò - «non il tuo sistema, caro figlio mio, ma il mio». Ma alla fine fu costretto ad arrendersi alle pressioni della corte e della famiglia reale (17 febbraio). Decazes, innalzato al rango di duca, finì in dignitoso esilio come ambasciatore in Gran Bretagna.
Questo pose fine alla sua carriera. Nel dicembre del 1821 tornò a sedere nella Camera dei Pari, dove non rinunciò a mantenere le sue posizioni liberali. Con la rivoluzione di luglio, nel 1830, aderì al nuovo regno di Luigi Filippo. Caduto questo, nel 1848 si ritirò a vita privata.
Massone, è stato Sovrano Gran Commendatore del Supremo Consiglio di Francia del Rito scozzese antico ed accettato dal 1838 al 1860.
Aveva messo in piedi nel 1826 una società per commercializzare il carbone e il ferro dell'Aveyron, e al centro principale di questa industria fu dato, nel 1829, il nome Decazeville.